# Washington Monument

Washington Monument – Lithographie des Originalentwurfs von Robert Mills, 1846

Washington Monument, Ansicht, Schnitt und Grundrisse, Historic American Engineering Record (HAER), 1986

Das Washington Monument ist ein monumentaler Obelisk zu Ehren des ersten Präsidenten der Vereinigten Staaten von Amerika, George Washington, in Washington, D.C. Er steht auf einem Hügel an der National Mall – einer Verbindungsgeraden zwischen dem Kapitol und dem Lincoln Memorial, ist 169,05 m hoch und besteht aus „Bluestone Gneiss“ im Fundament und Granit. Verkleidet ist das Monument, auf Grund der Unterbrechungen beim Bau, mit drei verschiedenen Sorten von weißem Marmor: Im unteren Drittel mit Material aus dem Baltimore County (Maryland), gefolgt von einer schmalen Zone mit Marmor aus dem Berkshire County (Massachusetts) und im oberen Teil bis zur Spitze mit sog. „Cockeysville Marble“.
Ursprünglich sollte das begehbare Bauwerk, an dessen Spitze sich eine Besucherebene mit Fenstern befindet, am Schnittpunkt der Sichtachsen der Rotunde des Kapitols und des ovalen Südportikus des Weißen Hauses errichtet werden, die mangelnde Tragfähigkeit des Baugrunds in diesem Bereich machte jedoch eine Verlegung des Bauplatzes in Richtung Kapitol erforderlich. Das Denkmal wurde von Robert Mills entworfen. Die Bauphase dauerte von der Grundsteinlegung am 4. Juli 1848 bis zum 6. Dezember 1884.
Das Spiegelbild des Monuments kann vom Lincoln Memorial aus im sogenannten Reflecting Pool, einem großen Wasserbecken am Fuße des Hügels, betrachtet werden.

## Geschichte
Erste Pläne für den Bau eines Denkmals gab es schon zu Washingtons Lebzeiten, doch nach seinem Tod 1799 konnte man sich nicht auf die Finanzierung und einen Entwurf einigen. Schließlich gründeten engagierte Bürger 1832, zum 100. Geburtstag von George Washington, die Washington National Monument Society mit dem Ziel, den Bau eines Denkmals über Spenden zu finanzieren. Aus einem Designwettbewerb 1836 ging Mills als Sieger hervor, sein Entwurf sah jedoch um den Obelisken eine Säulenhalle mit Statuen von Washington und anderen Helden des Unabhängigkeitskriegs vor. Diese war umstritten und hätte Kosten von über einer Million Dollar verursacht. Es lagen jedoch erst etwa 86.000 Dollar an Spendengeldern vor.
Im Frühjahr 1848 wurde dann beschlossen, erst das Monument zu bauen, um durch einen sichtbaren Fortschritt mehr Spenden zu akquirieren. Der Grundstein wurde durch eine Freimaurerloge gestiftet. Sechs Jahre später war das Geld jedoch aufgebraucht und der Bau des Monuments längst nicht abgeschlossen. Versprochene Unterstützung durch den Staat wurde wieder entzogen, nachdem es zu einem Streit über gespendete Steine kam – eine anti-katholische Gruppierung protestierte gegen einen von Papst Pius IX. gespendeten Stein und blockierte jeglichen Fortschritt bis 1858. Dann brach der Amerikanische Bürgerkrieg aus und verhinderte eine Weiterarbeit.

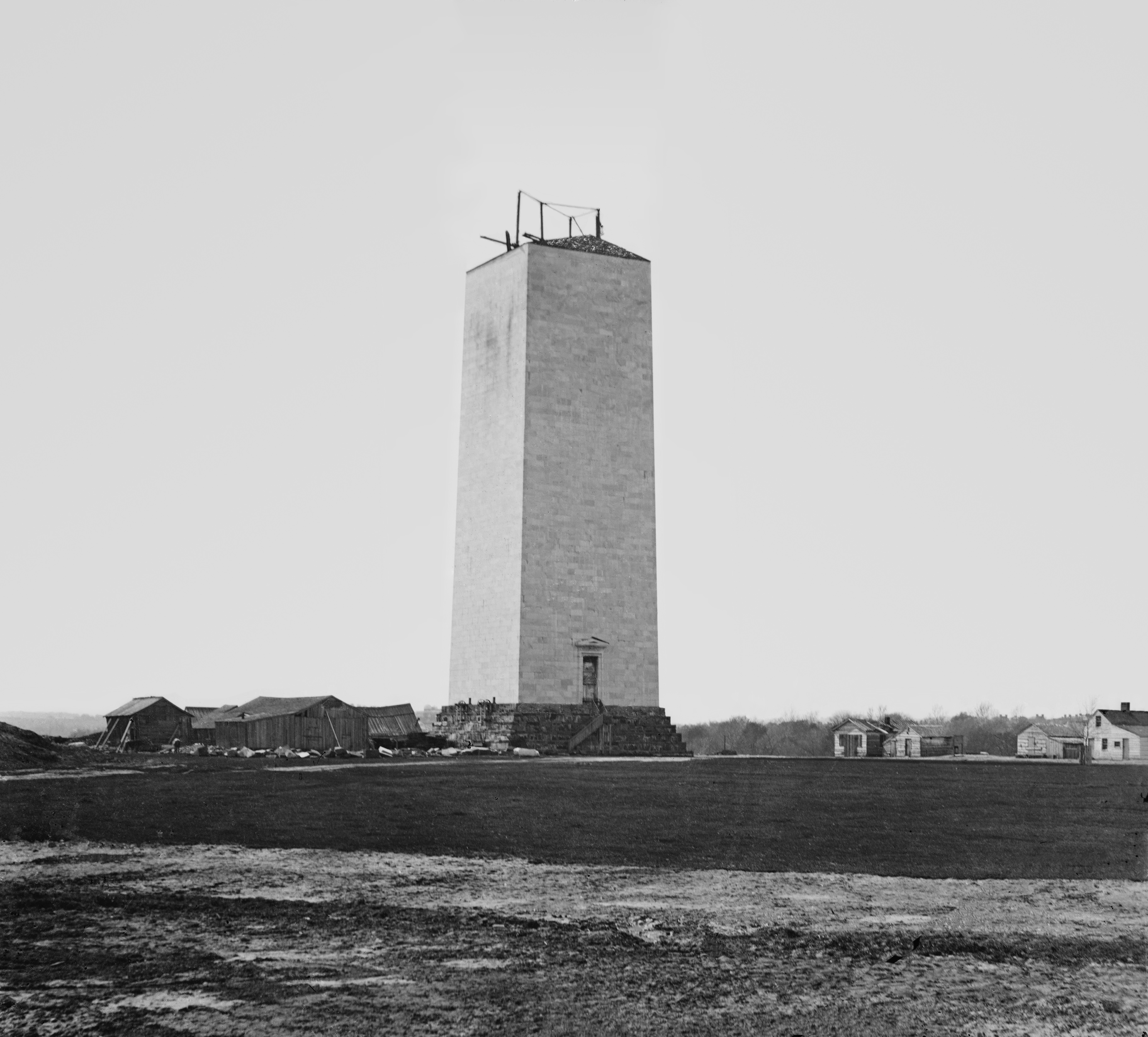
Das Washington Monument während der 25-jährigen Bauunterbrechung, um 1860

Einige Jahre nach Kriegsende erwachte neues Interesse an dem halbfertigen Denkmal, und im Jahr 1876, zur 100-Jahr-Feier der Unabhängigkeitserklärung, wurden 200.000 Dollar (nach heutiger Kaufkraft 5.220.000 Dollar) vom US-Kongress bewilligt. Der Entwurf des Monuments, ein Obelisk als „Produkt aus künstlerisch dunklen Zeiten, aber auch als Quintessenz der Low Art“, war bei „Männern der Kultur“ noch nie populär gewesen, weshalb man sich zwei Jahre später bemühte, das gesamte Projekt zu überdenken und neue Entwürfe in einem Wettbewerb einzureichen. Der fertige Teil des Schachtes sollte dabei in einem völlig anderen Bauwerk verwendet werden.

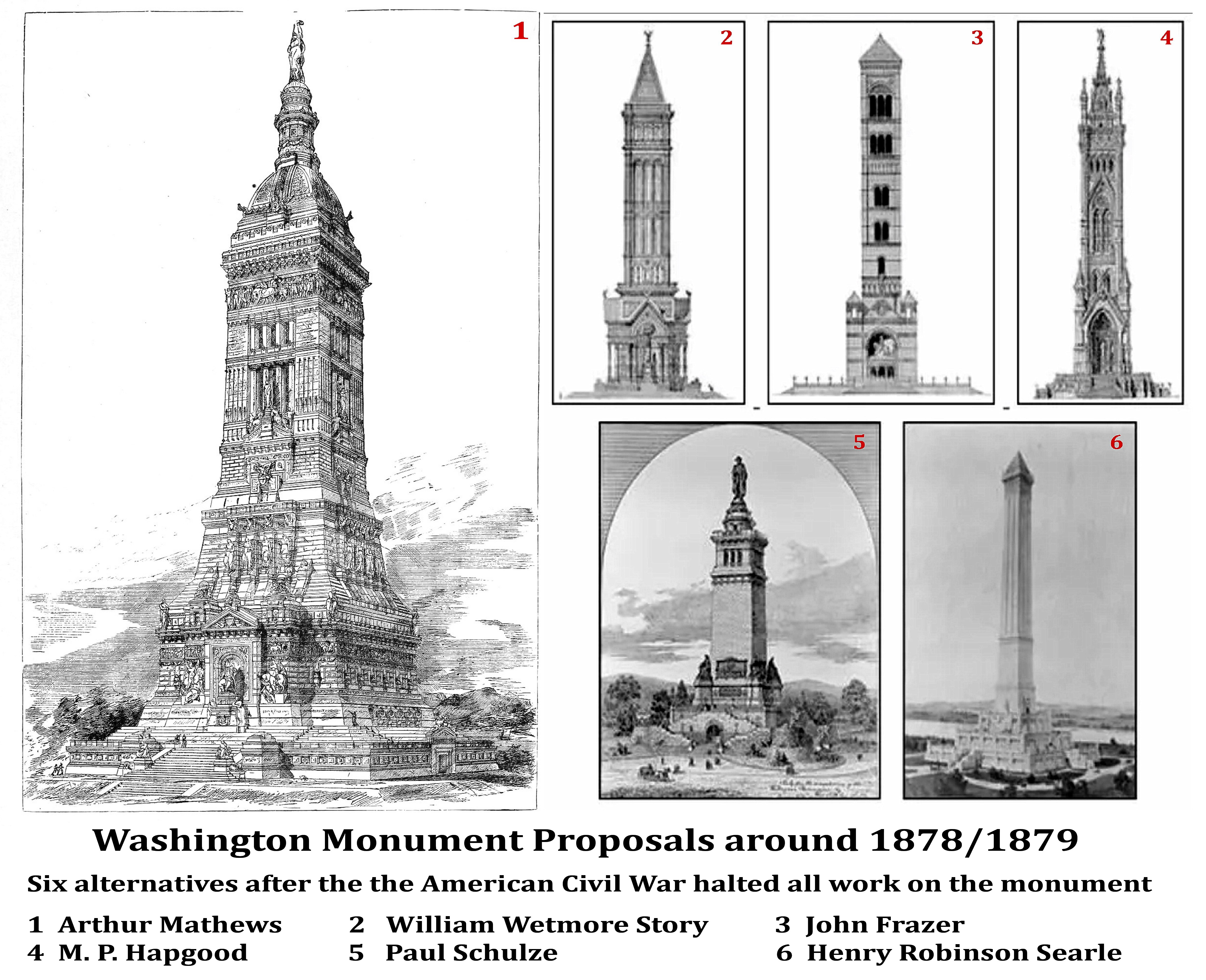
Sechs Entwurfsvorschläge für die Fertigstellung des Washington Monument um 1879

Teilnehmer waren Henry A. Searle, William Wetmore Story, M. P. Hapgood, Paul Schulze, Arthur Frank Mathews (zunächst anonym), und John Frazer, der auch Mitglied der Kommission war, die sich bemühte Robert Mills's Monument fertigzustellen. Abgesehen vom öffentlichen Diskurs um die nationale Identität – architektonische oder skulpturale Haltung – präsentierten die Architekten eine „verwirrende Reihe von architektonischen Prototypen aus der italienischen Romanik über die englische Gotik bis zu Beaux-Arts – Entwürfen, die sich an einigen der besseren Hindu-Pagoden orientierten“ (zit. Henry Van Brunt, 1879).

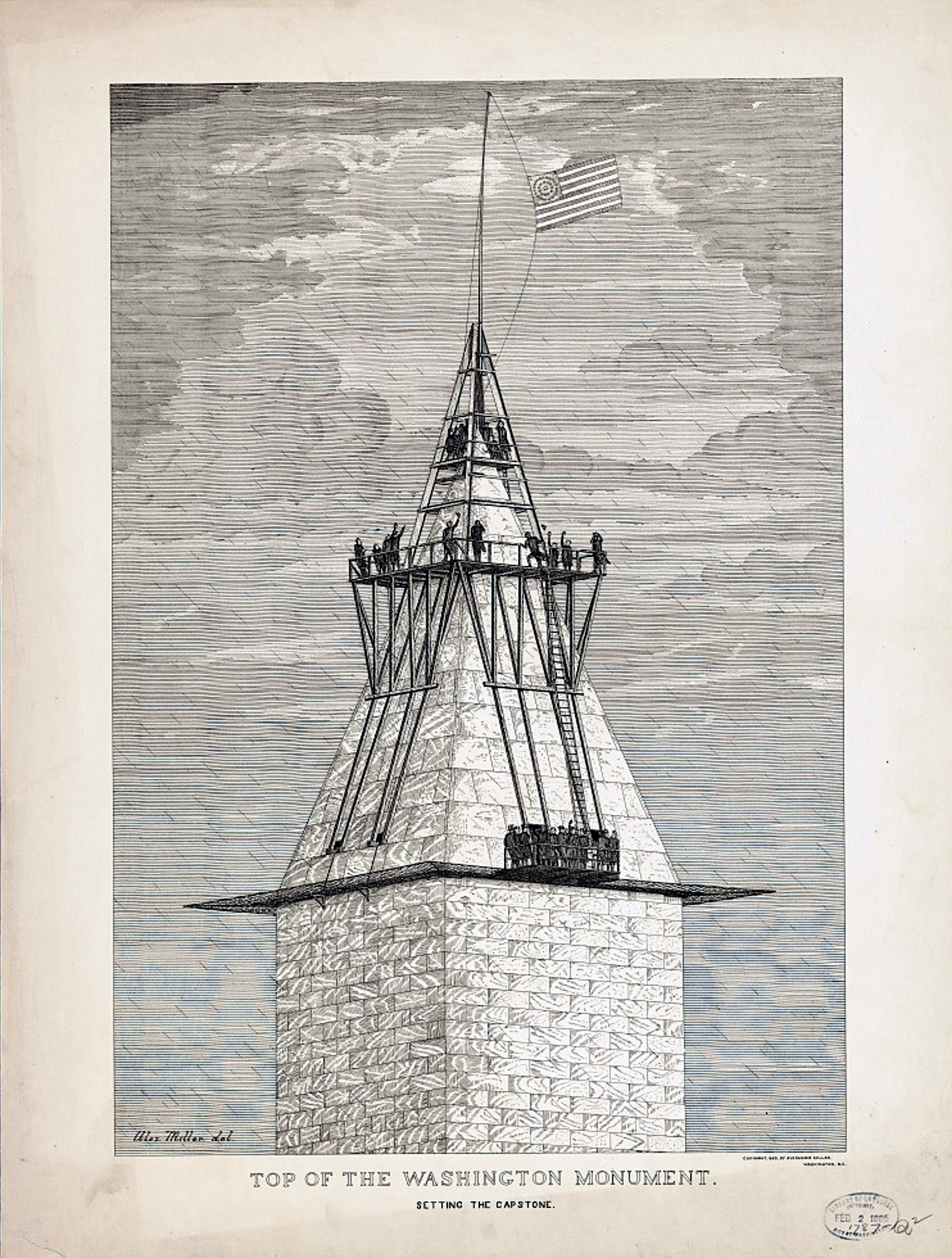
Das Setzen des Schlusssteins auf der Spitze des Washington Monument

1879 entschied sich der Kongress die Bauarbeiten, jedoch ohne die von Mills geplante Rotunde am Sockel, wieder aufzunehmen. Am 6. Dezember 1884 waren sie mit dem Setzen des Schlusssteins beendet. Die Bauunterbrechung lässt sich noch heute an den unterschiedlichen Qualitäten der Verblendsteine ablesen. Am 21. Februar 1885 wurde das Denkmal von Chester A. Arthur eingeweiht und am 9. Oktober 1888 der Öffentlichkeit freigegeben. Es war von Anfang an als Besucherattraktion geplant, die Aussichtsplattform unterhalb der Spitze erschloss eine Treppe von 898 (heute 897) Stufen und ein 1888 installierter, durch eine Dampfmaschine angetriebener Aufzug. Es ist als National Memorial ausgewiesen und wird als Teil der National Mall and Memorial Parks vom National Park Service verwaltet. Es wurde 1981 von der American Society of Civil Engineers in die List of Historic Civil Engineering Landmarks aufgenommen.
Nach den Terroranschlägen vom 11. September 2001 wurde ein Erdwall rund um das Monument angelegt, der als Sicherheitsmaßnahme dient. Er wird von einer 76 cm hohen Mauer gestützt, die einerseits die Annäherung von Fahrzeugen verhindert und zugleich als Sitzelement dient.
Das Monument wurde beim Erdbeben in Virginia am 23. August 2011 beschädigt. Teile der Oberfläche wiesen Sprünge auf und ihre Festigkeit war herabgesetzt. Im Januar 2012 erklärte David Rubenstein, Mitbegründer der Carlyle Group, dass er 7,5 Millionen Dollar für die Reparatur bereitstellt. Damit brachte er alleine den Rest der voraussichtlichen Reparaturkosten auf, für die nach einer hälftigen Kostenübernahme durch den US-Kongress im Dezember 2011 private Spender gesucht wurden. Das Monument wurde nach rund 32 Monaten Renovierung am 12. Mai 2014 wieder für die Öffentlichkeit zugänglich gemacht.
Der Bruch eines Aufzugskabels, zwei Jahre später, machte eine erneute Schließung notwendig. Innerhalb von 37 Monaten wurde die Aufzugssteuerung modernisiert und eine neue Überwachungsanlage installiert. Außerdem schuf der National Park Service (NPS) Ausweichplätze für Besucher, Nebenräume für Mitarbeiter und Polizei sowie ein zusätzliches Sicherheitsbüro.

## Maße

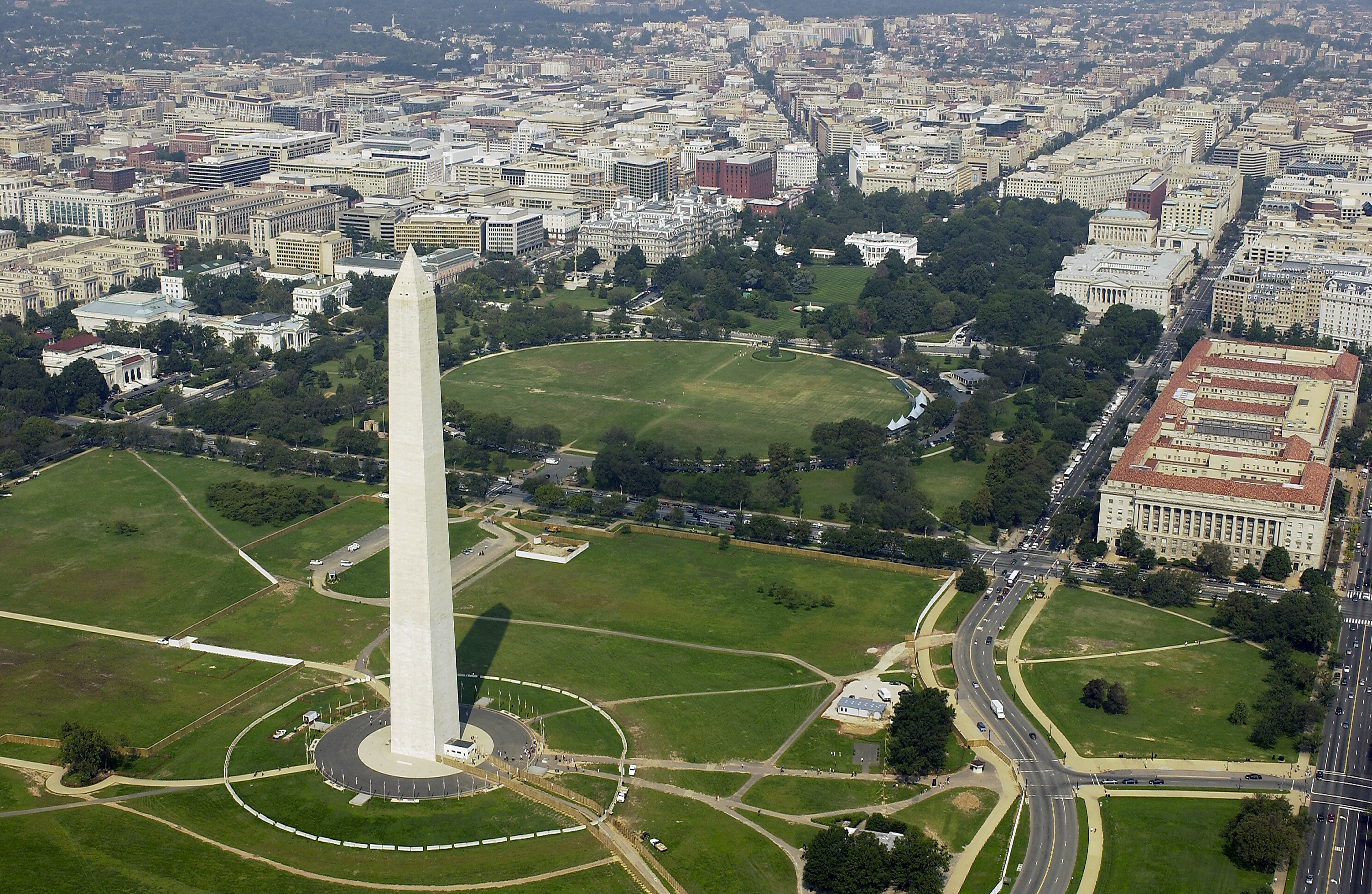
Das Washington Monument aus der Luft, im Hintergrund das Weiße Haus

Das Washington Monument ist 169,05 Meter (554 Fuß, 7,34 Zoll) hoch und an der Basis 16,8 Meter (55 Fuß) breit. Der Körper des Monuments verschlankt sich bis auf die Höhe (bei 152 Metern) der Pyramidenbasis an der Spitze auf 10,49 Meter. Die Wandstärke des Monuments verjüngt sich dabei von 4,60 Meter an der Basis bis zur genannten Höhe 152 Meter auf 46 Zentimeter. Danach läuft die vierseitige Pyramide auf den verbleibenden 17,3 Metern Höhe spitz zusammen. Die als Teil des Blitzableitersystems ausgebildete 22 cm hohe Spitze dieser Pyramide besteht aus 2,85 kg reinem Aluminium (100 oz). Das Metall der Spitze hatte zur Zeit seiner Herstellung einen Preis in der Größenordnung von Silber und wurde erst danach deutlich billiger. Das Monument war in der Planungszeit und eine kurze Zeit nach seiner Vollendung bis zur Fertigstellung des Eiffelturms 1889 das höchste Bauwerk der Erde. Es löste in dieser Rangfolge den Kölner Dom ab. Bis heute ist es weltweit das höchste Bauwerk, dessen tragende Elemente aus Stein bestehen.

## Inschriften
Die Treppe zur Aussichtsplattform hat 897 Stufen (ursprünglich 898), die unterste ist heute durch eine Rampe ersetzt. Mit dem Fahrstuhl oder zu Fuß kommt man an 194 Gedenksteinen aus unterschiedlichen Steinen vorbei, die an den Innenwänden des Washington Monument angebracht sind. Die meisten Tafeln stammen aus den Jahren 1849 bis 1855, sechzehn aus dem 20. Jahrhundert. Der letzte Gedenkstein wurde im Jahr 2000 verlegt. Von jedem amerikanischen Bundesstaat, aber auch dem Ausland von Logen, Organisationen, Städten und Einzelpersonen wurden Gedenktafeln gestiftet. Viele der Commemorative Stones sind verschwunden oder wurden nie eingebaut, andere haben eine ganz eigene Geschichte. So wurde z. B. die von Papst Pius IX. gestiftete Marmorplatte mit der Gravur „A Roma Americae“ von einer Gruppe Anti-Katholiken, den Know-Nothings, am 9. März 1854 im Dunkeln entwendet, zertrümmert und in den Potomac River geworfen. 1982 stellte Papst Johannes Paul II. einen Ersatzstein zur Verfügung. Auch der in den 1850er Jahren vom Bundesstaat Kalifornien gestiftete Marmorstein, dessen Inschrift mit Blattgold verziert war, ging verloren. Das Transportschiff ging in einem Sturm vor der amerikanischen Ostküste unter. Der heute im Monument verbaute Ersatzstein wurde ohne Blattgold geliefert.
Die Aluminiumkappe der Spitze des Monuments trägt mehrere Inschriften:

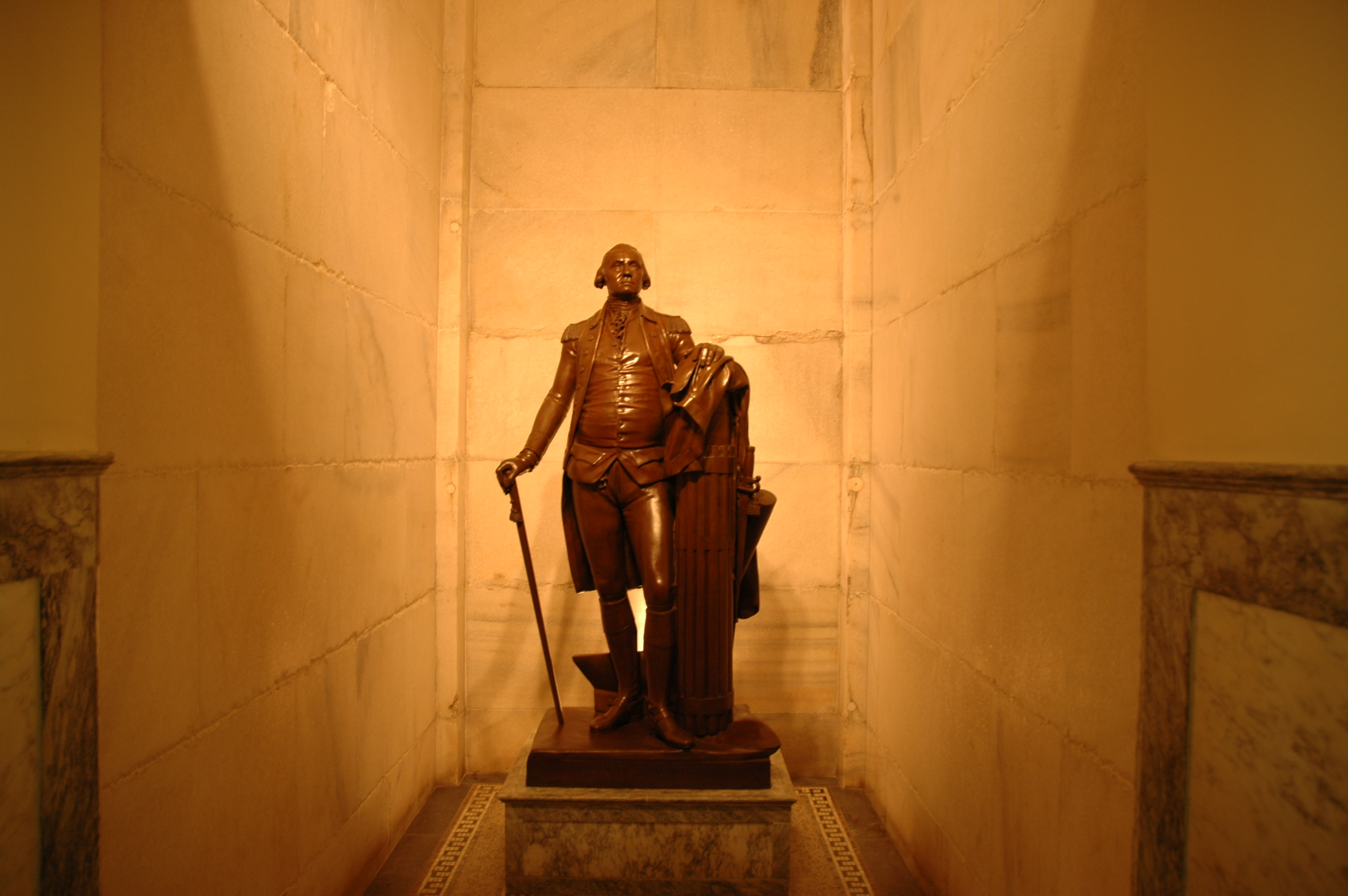
Statue von George Washington

| Nordseite | Westseite | Südseite | Ostseite                   |
| --- | --- | --- | -------------------------- |
| Joint Commission at Setting of Capstone Chester A. Arthur W. W. Corcoran, Chairman M. E. Bell Edward Clark John Newton Act of August 2, 1876                  | Corner Stone Laid on Bed of Foundation July 4, 1848 First Stone at Height of 152 feet laid August 7, 1880 Capstone set December 6, 1884 | Chief Engineer and Architect, Thos. Lincoln Casey, Colonel, Corps of Engineers Assistants: George W. Davis, Captain, 14th Infantry Bernard R. Green, Civil Engineer Master Mechanic P. H. McLaughlin | Laus Deo                   |
| Die Gemeinsame Kommission während der Schlusssteinlegung Chester A. Arthur W. W. Corcoran, Vorsitzender M. E. Bell Edward Clark John Newton am 2. August 1876 | Grundsteinlegung am 4. Juli 1848 Erreichen der Höhe von 152 Fuß am 7. August 1880 Schlussstein gesetzt am 6. Dezember 1884              | Chef-Ingenieur und Architekt Thos. Lincoln Casey, Colonel, Corps of Engineers Assistenten George W. Davis, Captain der 14. Infanterie Bernard R. Green, Bauingenieur Obermonteur P. H. McLaughlin    | Latein für Gelobt sei Gott |

## Sonstiges
George Washington ist nicht hier, sondern auf seinem Landsitz Mount Vernon begraben. Im Monument steht allerdings seine Statue, die seinem tatsächlichen Erscheinungsbild sehr nahekommen soll.

## Nachbildung
In Ridgeland im US-Bundesstaat Mississippi steht seit 2009 ein 190 Fuß (57,9 m) hoher Mobilfunkturm, der als Nachbildung des Washington Monuments mit steinfarbenen Glasfaserplatten verkleidet ist.